# Nasalität
Nasalität ist eine permanente und grundlegende Erscheinung des Sprechens. In der Phonetik wird unter diesem Begriff die Beteiligung des Nasenraumes bei der Bildung von Lauten verstanden.

## Wissenschaftliches Interesse
Neben der Phonetik (Beschreibung der Laute und ihrer Bildungsmechanismen) zeigen unterschiedliche Wissenschaften Interesse an diesem sprachlichen Phänomen:
- Phonologie (Bedeutungsdifferenzierung durch Laute)
- Forensische Phonetik (Identifikation von Sprechern durch die geringe Veränderbarkeit des Nasenraumes)
- Klinische Sprechwissenschaft und Logopädie (Behandlung der pathologischen Nasalität)

## Begriffliche Bestimmung
Man verwendete in der Forschung der vergangenen Jahre vielerlei Begriffe für das gleiche Phänomen, sodass eine begriffliche Schärfe hergestellt werden muss mittels Attribuierung.

### Physiologische Nasalität
Das Velum sollte zusammen mit der seitlichen und hinteren Rachenmuskulatur einen luftdichten Verschluss zwischen Nasen- und Mundrachenraum (Mesopharyngokonstriktion) bei der Bildung von Orallauten herstellen können. Senkt sich das Velum und stellt damit eine velopharyngeale Öffnung her, entsteht (physiologische) Nasalität, die Nasallauten eigen ist. Es ist dabei nicht der Luftstrom durch die Nase entscheidend, sondern vielmehr das Mitschwingen der im Nasenraum – v. a. in den Nasennebenhöhlen – befindlichen Luft und Weichteile (wie der Schleimhaut).
Vor allem die Medizin beschäftigt sich mit der Beschreibung des Schließ- bzw. Öffnungsgrades, da es in diesem Bereich zu Erkrankungen (z. B. Insuffizienzen) kommen kann. Gegenwärtig ist eine Vielzahl technischer, objektiver Verfahren
existent und erprobt, die Aufschluss über den Öffnungsgrad und die Flexibilität des Velums geben können – z. B. elektromagnetische Artikulographie, Hochfrequenz-Videokinematographie, Video-Nasopharyngoskopie, Rhinomanometrie, transnasale flexible Endoskopie, Röntgendiagnostik/Videofluoroskopie. Neben genannten Verfahren greift die medizinische Praxis auf die Nasometrie zurück.
Die Nasalanzwerte sollen in erster Linie in der (postoperativen) Therapie (z. B. von Lippen-Kiefer-Gaumenspalte-Patienten) Aufschluss über die Velumfunktion und die Fortschritte der Therapie geben.

### Phonologische Nasalität
Phonologische Nasalität beschreibt den Einsatz der Nasalität zur Herstellung von Bedeutungsunterschieden in den Äußerungen einer Sprache. Germanische Sprachen wie das Deutsche und Englische haben nur eine kleine Nasalkonsonantengruppe, der eine phonologische Nasalität innewohnt: /m, n, N/.
Siehe auch:
- Nasal (Phonetik)

Andere Sprachen weisen in der Gruppe der Vokale das Kriterium Nasalität als Bedeutungsunterscheidung auf (z. B. Französisch). Zahlreiche phonetische Veröffentlichungen behaupten, dass den Vokalen des Deutschen keine Nasalität innewohnt, was jedoch durch neueste Grundlagenforschung widerlegt werden konnte.

### Akustische Nasalität
Akustische Nasalität charakterisiert jene Signaleigenschaften, die auf Nasalschall zurückzuführen sind. Dazu gehören bei den Vokalen eine größere Bandbreite des ersten Formanten, das Ansteigen der Intensität bzw. das Erscheinen von Energiekonzentrationen um 200–250 Hz, 500 Hz und 1000–1200 Hz auftritt. Die akustische Nasalität der Konsonanten zeichnet sich durch einen abrupten Energieabfall und den Wechsel der Formantstruktur im Vergleich zu den angrenzenden Vokalen sehr deutlich im Sonagramm ab. Nasale weisen weiterhin einen Nasalformanten FN1 um 250 Hz auf. Manche Sprecher besitzen in ihren Nasalen sogar noch einen meist schwachen zweiten Formanten, der aber auch ausgelöscht sein kann.

### Auditive Nasalität
Auditive Nasalität bezeichnet gehörte/wahrgenommene Nasalität.

## Diagnostik
In der Diagnostik wird vor allem der subjektiv auditive Eindruck als Basisbaustein verwendet. Neben dem allgemeinen Eindruck der Spontansprache werden besonders Kombinationen von Nasalen und Plosiven, sowie verschiedener Vokale, Konsonanten und deren Verbindungen beurteilt. Besonders im anglo-amerikanischen Sprachraum gibt es standardisierte Testsätze. Der Gutzmann-Test beruht auf dem unterschiedlichen Abschluss des Velums bei den Vokalen /a/ (größere Öffnung) und /i/ (kompletter Verschluss). Mit der Czermak-Platte lassen sich die nasalen Atemdurchschläge beim Sprechen semiquantitativ erfassen. Die Nasalanz wird objektiv-apparativ bestimmt und dient vor allem der Verlaufsbeurteilung. In einigen Regionen Deutschlands sind Normwerte für die Nasalanz bestimmt worden. Zur organischen Diagnostik gehört eine Untersuchung des Mund- und Rachenraumes mit Beurteilung der Gaumensegelaktivität, des Nasenrachens und der Nase. Die Verschlussfunktion des Velums wird fiberoptisch durch eine transnasale Endoskopie mit Bestimmung verschiedener Verschlussmuster und Abschluss bei definierter Phonation beurteilt. Eine radiologische Beurteilung mittels Durchleuchtung ist wegen der hohen Strahlenbelastung obsolet.